# Plato (Exarch)
Plato war ein oströmischer Patricius und Exarch von Ravenna von ca. 646 bis 649.
Bekannt ist er vor allem wegen seines Monotheletismus und seiner Gegnerschaft zu Papst Theodor I. Er überzeugte den Patriarchen von Konstantinopel Paul II., mit dem Papst zu brechen.
Bereits im Jahr 649 muss sich Plato in Konstantinopel aufgehalten haben, wie der Befehl des Konstans II. an den neuen Exarchen Olympius (er sollte den Typus in Italien durchsetzen und Papst Martin I. verhaften) zeigt. Plato taucht hier als Ratgeber des Kaisers auf.